# Condado de Marshall (Oklahoma)
O Condado de Marshall é um dos 77 condados do estado norte-americano do Oklahoma. A sede do condado é Madill, que também é sua maior cidade.
A área do condado é de 1106 km² (dos quais 146 km² são cobertos por água), uma população estimada de 16,931 habitantes em 2019 e uma densidade populacional de 14 hab/km². É o menor condado em área do Oklahoma.

## Condados adjacentes
- Condado de Johnston (norte)
- Condado de Bryan (leste)
- Condado de Grayson, Texas (sul)
- Condado de Love (oeste)
- Condado de Carter (noroeste)

## Cidades e vilas
- Cumberland
- Kingston
- Lebanon
- Madill
- Oakland
- New Woodville